# Сільський лікар (фільм, 2016)
«Сільський лікар» (фр. Médecin de campagne) — французька драматична комедія 2017 року режисера Тома Лілті.

## Сюжет
Жан-П'єр Вернер (Франсуа Клюзе), лікар який працює в сільській місцевості та все своє життя присвятив роботі, робить висновок, що хворий на важку хворобу. З міста приїжджає лікарка Наталі Делецья́ (Маріанна Денікур), щоб допомогти йому виконувати його професійні обов'язки, але це засмучує Жана-П'єра, який вважає себе незамінним.

## У ролях
| Франсуа Клюзе    | … | Жан-П'єр Вернер   |
| Маріанна Денікур | … | Наталі Делецья    |
| Крістоф Одан     | … | Норес             |
| Патрік Декамп    | … | Френсіс Маруані   |
| Гай Фочер        | … | мосьє Сорлен      |
| Марго Фабре      | … | Нінон             |
| Жульєн Люка      | … | наречений Нінон   |
| Йоганн Гоцманн   | … | Алексіс           |
| Жозі Лапрюн      | … | мати Алексіса     |
| Філіп Бертін     | … | Гай               |
| Фелікс Моаті     | … | Вінсент Вернер    |
| Антоні Бажон     | … | юнак з кондиломою |

## Знімальна група
- Автори сценарію — Тома Лілті, Байя Касмі
- Режисер-постановник — Тома Лілті
- Продюсери — Еммануель Барру, Аньєс Валлі
- Співпродюсери — Жульєн Дері, Марк Дюжарден, Давид Гокі, Етьєн Малле
- Композитори — Александр Лір, Сільвен Орел, Ніколя Вейл
- Оператор — Ніколя Горен
- Монтаж — Крістель Девінтер
- Підбір акторів — Жулі Наварро
- Художник-постановник — Філіп ван Гервійнен
- Художник з костюмів — Дороті Ґіро

## Нагороди та номінації
| Список нагород та номінацій            | Список нагород та номінацій | Список нагород та номінацій | Список нагород та номінацій | Список нагород та номінацій | Список нагород та номінацій |
| Кінопремія                             | Дата церемонії              | Категорія                   | Номінант(и)                 | Результат                   | Дж                          |
| -------------------------------------- | --------------------------- | --------------------------- | --------------------------- | --------------------------- | --------------------------- |
| Единбурзький міжнародний кінофестиваль | 2016                        | Приз глядацьких симпатій    | Сільський лікар             | Номінація                   |                             |
| Премія «Сезар»                         | 24 лютого 2017              | Найкращий актор             | Франсуа Клюзе               | Номінація                   | [ 4 ]                       |